# Poa stepparia
Poa stepparia là một loài cỏ trong họ hòa thảo, thuộc chi poa.